# What If Nothing
What If Nothing is het vierde studioalbum van de Amerikaanse rockband Walk the Moon. Het werd uitgebracht op 10 november 2017 door RCA Records. Walk the Moon heeft het album gepromoot tijdens de Press Restart Tour welke begon op 19 november in Charlotte, North Carolina.

## Tracklist
Alle muziek en teksten zijn geschreven door Walk the Moon (Nicholas Petricca, Kevin Ray, Sean Waugaman, Eli Maiman). Enkel extra schrijvers zijn in het schema benoemd.

| 1.                 | Press Restart         |                                      | Mike Crossey, Mike Elizondo | 4.20 |
| 2.                 | Headphones            |                                      | Mike Crossey, Mike Elizondo | 3.07 |
| 3.                 | One Foot              | Ryan Rabin, Ben Berger, Ryan McMahon | Mike Crossey, Captain Cuts  | 4.21 |
| 4.                 | Surrender             | Ben Berger, Ryan McMahon             | Mike Crossey, Captain Cuts  | 5.04 |
| 5.                 | All I Want            |                                      | Mike Crossey, Mike Elizondo | 4.16 |
| 6.                 | All Night             |                                      | Mike Crossey, Mike Elizondo | 3.43 |
| 7.                 | Kamikaze              | Ryan Rabin, Ben Berger, Ryan McMahon | Mike Crossey, Captain Cuts  | 3.17 |
| 8.                 | Tiger Teeth           |                                      | Mike Crossey, Mike Elizondo | 5.23 |
| 9.                 | Sound of Awakening    |                                      | Mike Crossey, Mike Elizondo | 6.16 |
| 10.                | Feels Good to Be High |                                      | Mike Crossey, Mike Elizondo | 4.21 |
| 11.                | Can't Sleep (Wolves)  |                                      | Mike Crossey, Mike Elizondo | 3.46 |
| 12.                | In My Mind            |                                      | Mike Crossey, Mike Elizondo | 3.57 |
| 13.                | Lost in the Wild      |                                      | Mike Crossey, Mike Elizondo | 3.55 |
| Totale duur: 55.46 |                       |                                      |                             |      |

| 1.                 | Lost in the Wild (Bevat het verborgen nummer "In My Mind (Acoustic)" na 15 seconden stilte) |  | Mike Crossey, Mike Elizondo | 6.16 |
| Totale duur: 58.01 |                                                                                             |  |                             |      |

## Medewerkers
- Nick Petricca – zang, keyboard, percussie, programmering, schrijver
- Kevin Ray – bass, zang, programmering, schrijver
- Sean Waugaman – drums, percussion, vocals, programmering, schrijver
- Eli Maiman – gitaar, zang, programmering, schrijver

## Hitnoteringen
| Hitlijst (2017)                      | Toppositie |
| ------------------------------------ | ---------- |
| New Zealand Heatseeker Albums (RMNZ) | 8          |
| Billboard 200                        | 40         |
| Top Alternative Albums (Billboard)   | 3          |
| Top Rock Albums (Billboard)          | 5          |